# Acarinina
Acarinina es un género de foraminífero planctónico de la familia Truncorotaloididae, de la superfamilia Globorotalioidea, del suborden Globigerinina y del orden Globigerinida. Su especie tipo es Acarinina acarinata. Su rango cronoestratigráfico abarca desde el Daniense medio (Paleoceno inferior) hasta el Bartoniense inferior (Eoceno medio).

## Descripción
Acarinina incluía especies con conchas trocoespiraladas, de forma subglobigeriforme a umbilico-convexa y trocospira baja; sus cámaras eran subglobulares a subcónicas; sus suturas intercamerales eran generalmente incididas; su contorno ecuatorial era generalmente lobulado, y de subredondeado a subcuadrado; su periferia era redondeada a subaguda, ocasionalmente con muricocarena poco desarrollada (pseudocarena); su ombligo era estrecho y profundo; su abertura principal era interiomarginal, umbilical-extraumbilical, con forma de arco bajo asimétrico; presentaban pared calcítica hialina, macroperforada con poros en copa, y superficie muricada, especialmente alrededor del ombligo.

## Discusión
Clasificaciones posteriores han incluido Acarinina en la familia Truncorotaloidinoidea. Muchos autores incluyen en Acarinina especies que son agrupadas en Muricoglobigerina por otro autores. Algunos autores consideran Truncorotaloides un sinónimo subjetivo posterior de Acarinina.

## Paleoecología
Acarinina incluía especies con un modo de vida planctónico (con simbiontes), de distribución latitudinal cosmopolita, preferentemente tropical a templada, y habitantes pelágicos de aguas superficiales (medio epipelágico).

## Clasificación
Se han descrito numerosas especies de Acarinina. Entre las especies más interesantes o más conocidas destacan:
- Acarinina acarinata †
- Acarinina africana †
- Acarinina apanthesma †
- Acarinina bullbrooki †
- Acarinina coalingensis †
- Acarinina collactea †
- Acarinina cuneicamerata †
- Acarinina esnaensis †
- Acarinina matthewsae †
- Acarinina nitida †
- Acarinina pentacamerata †
- Acarinina praeangulata †
- Acarinina praecursoria †
- Acarinina primitiva †
- Acarinina pseudotopilensis †
- Acarinina quetra †
- Acarinina sibaiyaensis †
- Acarinina spinuloinflata †
- Acarinina strabocella †
- Acarinina subsphaerica †
- Acarinina trinidadensis †
- Acarinina triplex †
- Acarinina uncinata †
- Acarinina wilcoxensis †

Un listado completo de las especies descritas en el género Acarinina puede verse en el siguiente anexo.